# أكسيد الجرمانيوم الثنائي
أحادي أكسيد الجرمانيوم (GeO) هو مركب كيميائي من الجرمانيوم والأكسجين. ويمكن تحضيره كمركب أصفر اللون يتسامى عند درجة حرارة 1000 ° م عن طريق تفاعل ثنائي أكسيد الجرمانيوم مع معدن الجرمانيوم. هذا المركب الأصفر المتسامي يتحول إلى اللون البني عند تسخينه عند درجة حرارة 650 ° م. أحادي أكسيد الجرمانيوم GeO لم يتمّ توصيفه. وهو مركب مذبذب حيث يذوب في الأحماض ليكّون أملاح الجرمانيوم الثنائي ويذوب في الوسط القلوي ليكّون «ثلاثي هيدروكسو جيرماناتات» أو «جيرمانايتات» والذي يحتوي على أيون Ge(OH)3− .